# ウィリアム・ケント

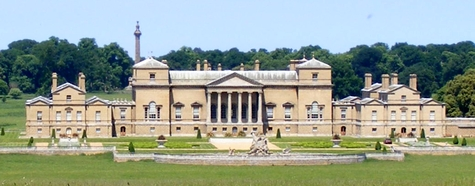
ホウカム・ホール

ウイリアム・ケント（William Kent、1685年 - 1748年4月12日）は、イギリスの造園家および建築家。であると同時に、画家、家具設計家。歴史的には建築家としてよりも造園家として重要な人物。今日イギリス式庭園、風景式庭園とよばれる庭園を創造し続けた。英国式は、当時にあって庭を含めたすべての自然が1つの空間としてみえる最初のものとされる。またケントの活躍した時代以降、カントリー・ハウスは景観を支配したり操作するのでほなく、調和するように設計されることとなっていった。

## 人物
ブリッドリントンで貧しい両親のもとに生まれた。
1709年から11年間、ローマで絵を学ぶ。この間にサン・ジェラ・ミーノ・ディフィアミンギ教会のキューポラのフレスコ画を描いている。1719年、第3代バーリントン伯爵リチャード・ボイル (当時のバーリントンハウスのオーナー) によってロンドンに連れ戻され、生涯を通じその友情および保護を持続して受けた。
バーリントン卿の推薦で、1726年に建築局のサーベイヤーに、1735年には首席建築家および建築総監代理に任命された。ちなみにケントは卿とは正反対の人物で、気まぐれかつ衝動的で、知的でなく事実ほとんど読み書きができないという具合であったことが知られているが、幸運にも古典主義建築同様にゴシック建築まで設計することができた。しかしバーリントン卿が主要な設計依頼を通じて、ケントを正しいバッラーデイオ主義の方向に導こうとすることに対しては、それに従ったという。
絵を描く傍ら、1734年に巨大なレジデンス、ノーフォークのホーカム・ホールを設計する。1730年「Fabbriche antiqche」を刊行する。
カールストン・ハウスなど、パッラーディオやウィトルウィウスのように、手がけたインテリアは折衷様式で、デコラティブである。
建築内部に施す装飾デザインや家具デザインなども手がけているが、デザインはかなり個性的で、豊かに彫刻が施され、贅沢な金メッキを施す。これはひとつにはイタリア・バロックの家具から、またひとつにはイニゴー・ジョーンズからの影響といわれる。後にはイニゴー・ジョーンズについての彼の作品集のデザイン編集を担当し、1727年に出版する。
すでに40代半ばにさしかかっていた1730年になってからは完全に建築家に転向した。ケントの傑作のホーカム・ホール（1734年竣工だが、以後マシュー・ブレッティンガムによって実施）は、大理石によるアプス状の玄関ホールは、ローマのバシリカとウィトルウィウスのエジプトを結びつけることを基本としていて、円柱、格天井、主室へ導く迫り出した階段など、英国においてもっとも印象深い室内空間のひとつであるとされている。しかしほとんど大部分がバーリントン卿によって設計されたことは確証されており、このことは外観のスタッカート（各部を明瞭に区切るの意）的性質や浮き彫りのアーチの中の・ヴェネツィア窓のような典型的な特徴性の明白さにみられる。贅沢に金メッキされ、ダマスク繊が掛けられた大広間、精巧に彫刻されペディメントを戴いた扉枠、重厚なコーニス、および古代の大理石彫刻を置くためのニッチなどは、英国人のローマの壮贋さに対する感嘆を要約している。
1750年から1758年にかけて発表した最後の作品であるロンドンの近衛騎兵連隊舎はホーカムの繰り返しで、彼の死後ジョン・ヴァーディによって中央部に時計塔が付加された。

## 関連図書
- Monkhouse, William Cosmo (1892). "Kent, William (1684-1748)" . In Lee, Sidney (ed.). Dictionary of National Biography (英語). Vol. 31. London: Smith, Elder & Co. pp. 23–25.